# 오픈콜라

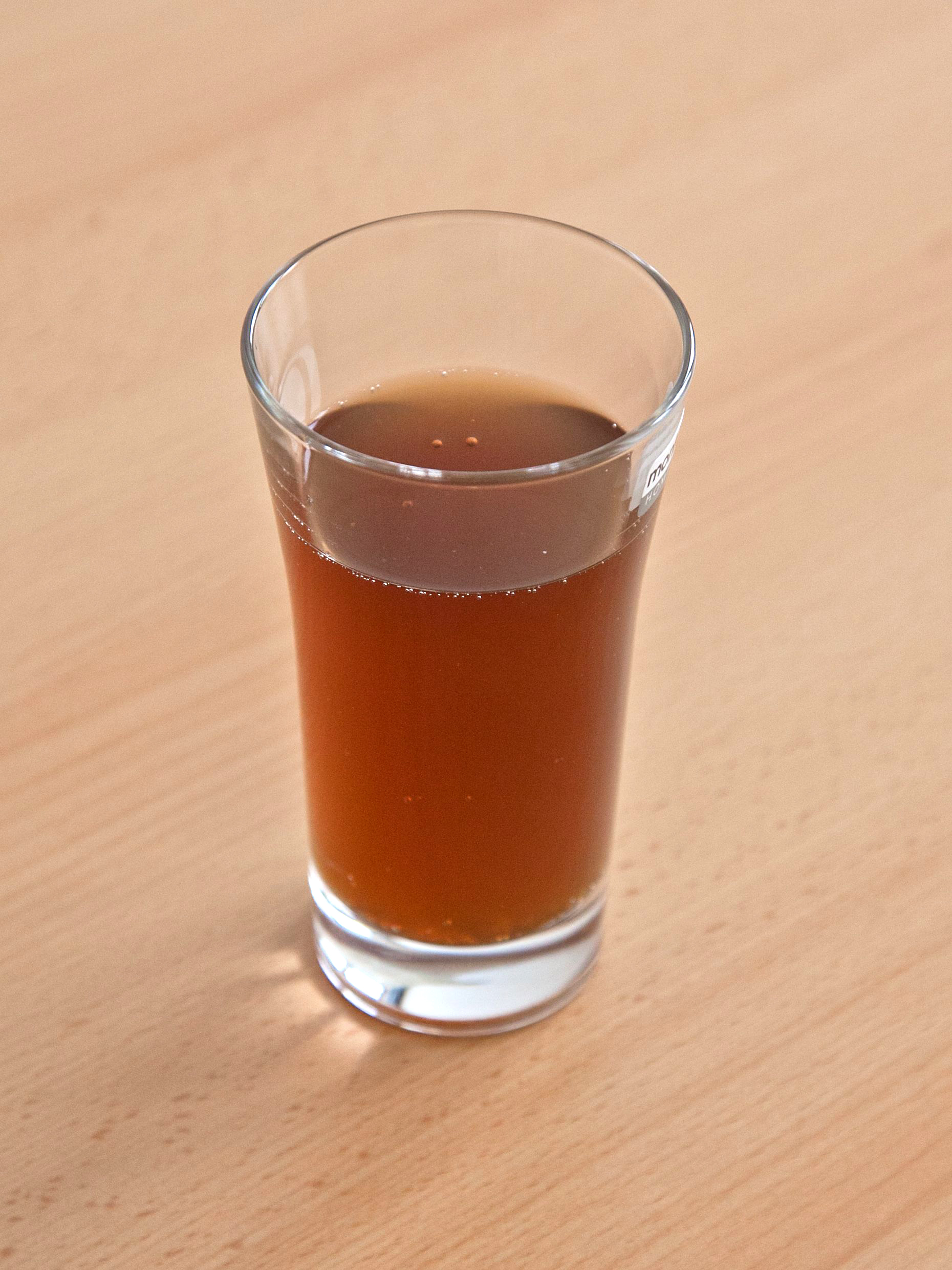
오픈콜라

오픈콜라(OpenCola)는 자유롭게 제조법을 입수할 수 있고, 자유롭게 개량할 수 있는 제조방법(fomula)이 공개된 콜라(cola)이다. GNU GPL에 의해 누구라도 만들 수 있으며, 레시피를 수정 및 재배포하는 것도 가능하다.
본래 오픈 소스 소프트웨어의 설명을 위해 생각해 낸 예이지만, 실제로 만들 수 있게 되어 지금까지 150,000캔이 팔렸으며, 토론토에 본거지를 둔 오픈콜라사(社)는 본래 선전하려고 하던 소프트웨어보다 음료쪽으로 유명해졌다. 수석 전략가인 레어드 브라운(Laird Brown)은 이 성공은 널리 퍼진 대기업의 다양한 독점의 본질에 대한 불신감으로 인한 것이라고 말했다. 회사의 방침이 바뀌었기 때문에, 지금은 오픈콜라사의 웹 페이지에서 이 콜라의 선전이 행해지지 않는다.

## 제조법
아래 표시된 레시피는, 그동안의 개량 역사를 반영한 2001년 2월 20일에 공표된 1.1.3버전이다. 코카콜라 공식(Coca-Cola formula)의 펨버튼 레시피(Pemberton recipe)와 비교될수있다.

### 향료(flavouring)의 제조법
- 10.0g의 식용 아라비아검
- 3.50ml의 오렌지(orange) 정유(精油, essencial oil)
- 3.00ml의 물
- 2.75ml의 라임의 방향유(정유 또는 에센셜 오일)
- 1.25ml의 계피 에센셜 오일(cassia oil)
- 1.00ml의 레몬 에센셜 오일(기름)
- 1.00ml의 육두구 기름(nutmeg oil)
- 0.25ml의 고수풀 기름(coriander oil)
- 0.25ml의 등화유(neroli oil)
- 0.25ml의 라벤더 기름

### 농축액의 제조법
- 2.36kg의 백설탕(정백당)
- 2.28L의 물
- 30.0ml의 카라멜색소(착색료)
- 17.5ml의 75% 인산 또는 구연산
- 10.0ml의 미리 제조된 향료시럽(flavouring syrup)
- 2.50ml의 카페인(옵션)

### 음료의 제조법
농축액에 5배의 물과 섞어 탄산을 넣는다. 또는, 농축액과 탄산수를 섞는 소다수 기기를 사용한다.

## 상업성과 개인취향
이러한 오픈콜라 레시피는 코카콜라 컴퍼니의 레시피와의 동등성에대한 부인 여부와 상관없이 대량생산 기술 및 규모의 경제성 그리고 원료의 익명성 보장등에서 기존의 상업적인 콜라와 경쟁력 형성이 어려움에도 불구하고 개인취향에 맞게 개인이 제조하여 선호될수있다는 점에서 시사하는 바가 있다.

## 이탈리아
FLOSS 윤리의 활동가가 상업적 목적 없이 이탈리아 오픈콜라 프로젝트를 시작했다. 이름 외의 공통점은 없다. 이탈리아판은 투명하며, 판매된 적은 없다.

## 그 외의 오픈 드링크 프로젝트
오픈 소스의 맥주, Vores Øl가 있다.

## 같이 보기
- 오픈 소스 콜라
- 펩시콜라